# Tulbaghia capensis
Tulbaghia capensis es una especie de planta perteneciente a la familia de las amarilidáceas. Es originaria de Sudáfrica.

## Descripción
Es una planta perenne, herbácea, que alcanza un tamaño de 0,12 a 0,35 m de altura. Se encuentra a una altitud de 10 - 1500 m en Sudáfrica.

## Taxonomía
Tulbaghia capensis fue descrita por Carlos Linneo y publicado en Mant. Pl. 223 1771.
Etimología
Tulbaghia: nombre genérico que fue nombrado en honor de Ryk Tulbagh (1699-1771), que fue gobernador en el Cabo Buena Esperanza.
capensis: epíteto geográfico que alude a su localización en la Provincia del Cabo.
sinonimia
- Omentaria capensis (L.) Kuntze
- Omentaria cepacea Salisb.
- Tulbaghia cepacea L.f.
- Tulbaghia pulchella Avé-Lall.[4][5]